# 印度冠鮟鱇
印度冠鮟鱇（学名：Lophodolos indicus），又名深海鮟鱇，为輻鰭魚綱鮟鱇目棘茄魚亞目夢角鮟鱇科冠鮟鱇屬下的一个种，為深海魚類，分布於全球各大洋熱帶海域，體長可達7.7公分，生活習性不明，不具任何經濟利益。